# Investment AB Spiltan
Investment AB Spiltan (Spiltan) — інвестиційна компанія, яка купує та володіє міноритарними акціями шведських компаній, що не котируються на біржі та котируються на лістингу. Компанія була заснована в 1986 році.

## Історія
Spiltan був заснований у Стокгольмі в 1985 році з близько 40 членами, переважно студентами університету Лінчепінга . У 1986 році було сформовано Investment AB Spiltan. Назва Spiltan прийшла з того, що один з перших акціонерів подумав, що компанія матиме сільський профіль з причиною, що «ми живемо в Стокгольмі, але насправді ми всі молимося» .
У 1997 році бізнес Спілтана отримав більш постійний акцент, коли Пер Хакан Боржессон, який був генеральним директором компанії з самого початку, був зайнятий повний робочий день.

## Інвестиції
Компанія намагається дотримуватися інвестиційної філософії американського інвестора Ворена Бафіт, що означає, що зростання вартості створюється за рахунок купівлі акцій шведських малих і середніх компаній з довгостроковим інвестиційним горизонтом з наміром зберегти їхні холдинги.
Гра також встановила нові концепції фінансових послуг через дочірню компанію Spiltan Fonder і торговий сайт Alternativa Listan.

## Володіння
У холдингу Spiltan є перераховані комп'ютерні ігрові компанії Paradox Interactive, компанія електронної комерції CoolStuff і футбольний додаток Forza Football, фінансова компанія Pepins Group і ресторанна компанія Boulebar.

## Власники та управління
Компанія має близько 2700 акціонерів і щомісячно торгуються на Альтернативному фондовому ринку . Чиста вартість гри склала приблизно 5 мільярдів шведських крон у серпні 2018 року. Найбільшим власником є генеральний директор компанії Per Håkan Börjesson з родиною, а також кілька власників залишаються власниками та правлінням. Ларс-Олоф Бакман був головою компанії з самого початку в 1986 році до своєї смерті в 2010 році. Sollos Pris був створений для його пам'яті, яка щороку нагороджує шведського підприємця, який допомагав іншим підприємцям. З щорічних загальних зборів 2011 року Ульф Гейер є головою компанії.